# Inhale Exhale
För albumet av Nasum, se Inhale/Exhale.
Inhale Exhale är ett kristet metalcoreband från Canton, Ohio, USA. Bandet bildades 2005, de är för närvarande skrivna med Solid State Records (en del av Tooth & Nail Records)

## Bandmedlemmar
- Ryland Raus - sång (2006-)
- John LaRussa - gitarr (2005-)
- Jeremy Gifford - bas (2007-)
- Chris "Gator" Carroll - trummor (2007-)

## Tidigare bandmedlemmar
- Nick Brewer - trummor (2005)
- Andy Levy - sång (2005-2006)
- Bobby Poole II - trummor, bakgrundssång (2005-2007)
- Brian Pittman - Bas (2005-2007)

## Diskografi
- The Lost. The Sick. The Sacred. (21 november, 2006)
- I Swear... (10 juni, 2008)
- Bury Me Alive (6 oktober, 2009)